# Promises (Calvin Harris & Sam Smith)
Promises is een nummer van de Schotse dj Calvin Harris en de Britse zanger Sam Smith uit 2018.
De vrouwelijke zang op het nummer is van de Canadese zangeres Jessie Reyez. "Promises" werd wereldwijd een grote hit. Zo haalde het de nummer 1-positie in het Verenigd Koninkrijk. In zowel de Nederlandse Top 40 als de Vlaamse Ultratop 50 haalde het nummer de 3e positie.